# Pierre Joseph Garidel
Pierre Joseph Garidel, född 1 augusti 1658 i Aix-en-Provence, död där 6 juni 1737, var en fransk läkare och botaniker. Han var morbror till Joseph Lietaud.
Garidel studerade i Aix och vid Montpelliers universitet under Pierre Magnol och var bekant med Joseph Pitton de Tournefort. Han blev doktor 1682 och korrespondent för franska vetenskapsakademin 1697. Han kunde dock inte lockas iväg från Provence då han var alltför fäst vid denna landsdels botanik. Garidel skrev en bok, Histoire des plantes qui naissent aux environs d'Aix et dans plusieurs autres endroits de la Provence, vilken innehöll 100 planscher och beskrev 1400 växter. I förordet betonade han att kännedomen om växters användning inte endast kan grundas i yttre kännetecken, lukt och smak; även experiment måste spela en roll. Carl von Linné hedrade Garidel genom att ge ett släkte av ranunkelväxter namnet Garidella.